# جايانت باليجا
جايانت باليجا (بالإنجليزية: B. Jayant Baliga)‏ (و. 1948 – م) هو مهندس كهربائي من الهند . ولد في تشيناي. وهو عضواً في جمعية مهندسي الكهرباء والإلكترونيات .

## التعليم
تعلم في معهد رينسيلار للعلوم التطبيقية، وIIT Madras ‏

## جوائز
حصل على جوائز منها:
- ميدالية الشرف لمعهد مهندسي الكهرباء والإلكترونيات [الإنجليزية]‏ (2014)
- J. J. Ebers Award [الإنجليزية]‏.